# Myslív
Myslív (en allemand : Mysliw, précédemment : Misliw) est une commune du district de Klatovy, dans la région de Plzeň, en République tchèque. Sa population s'élevait à 430 habitants en 2021.

## Géographie
Myslív se trouve à 14 km au nord-ouest de Horažďovice, à 21 km à l'est-nord-est de Klatovy, à 39 km au sud-est de Plzeň et à 97 km au sud-ouest de Prague.
La commune est limitée par Polánka et Kramolín au nord, par Mileč, Nekvasovy, Kovčín et Olšany à l'est, par Pačejov et Nalžovské Hory au sud, et par Plánice et Nehodiv à l'ouest.

## Histoire
La première mention écrite de la localité date de 1352.

## Administration
La commune se compose de quatre sections :
- Loužná
- Milčice
- Myslív
- Nový Dvůr u Myslív

## Galerie

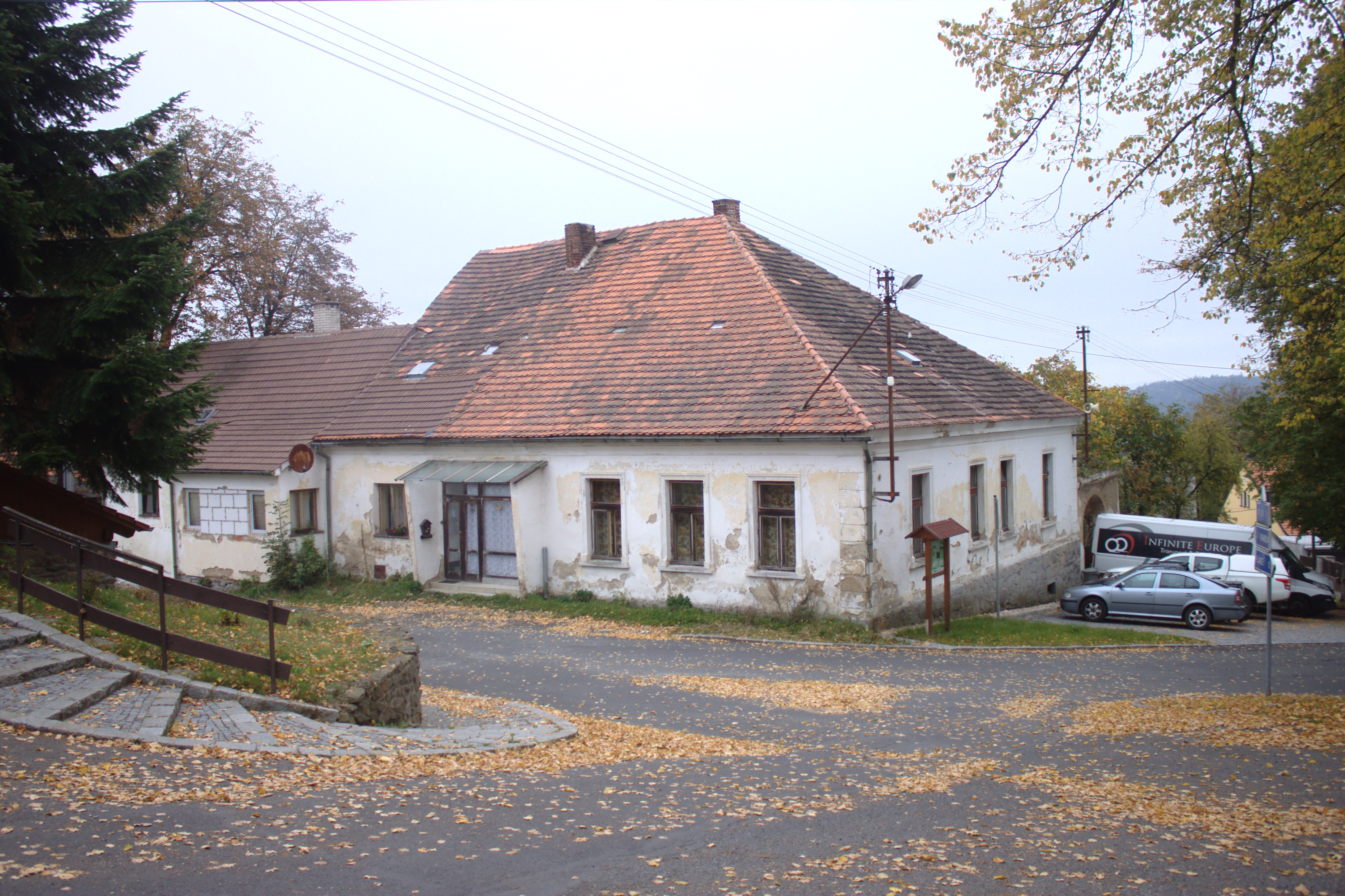
Centre de Myslív.
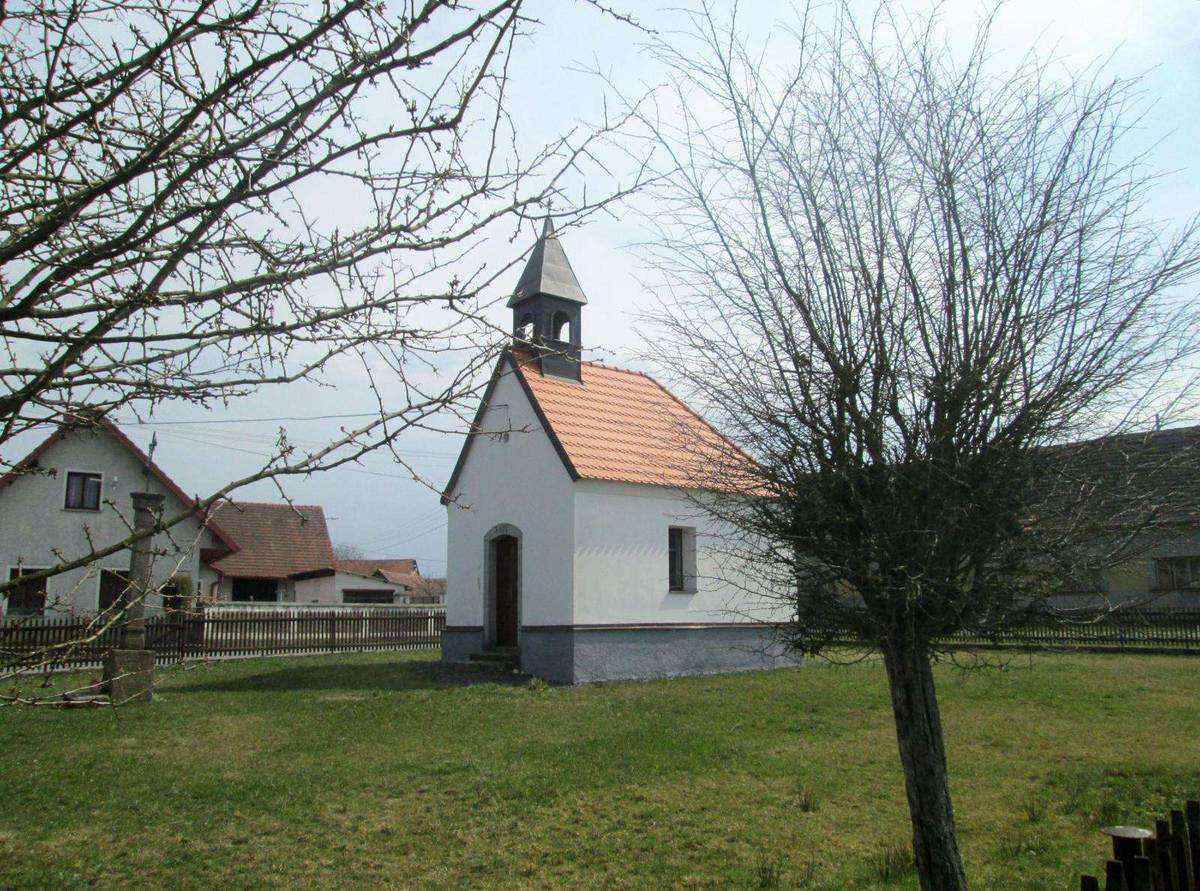
Chapelle à Loužná.

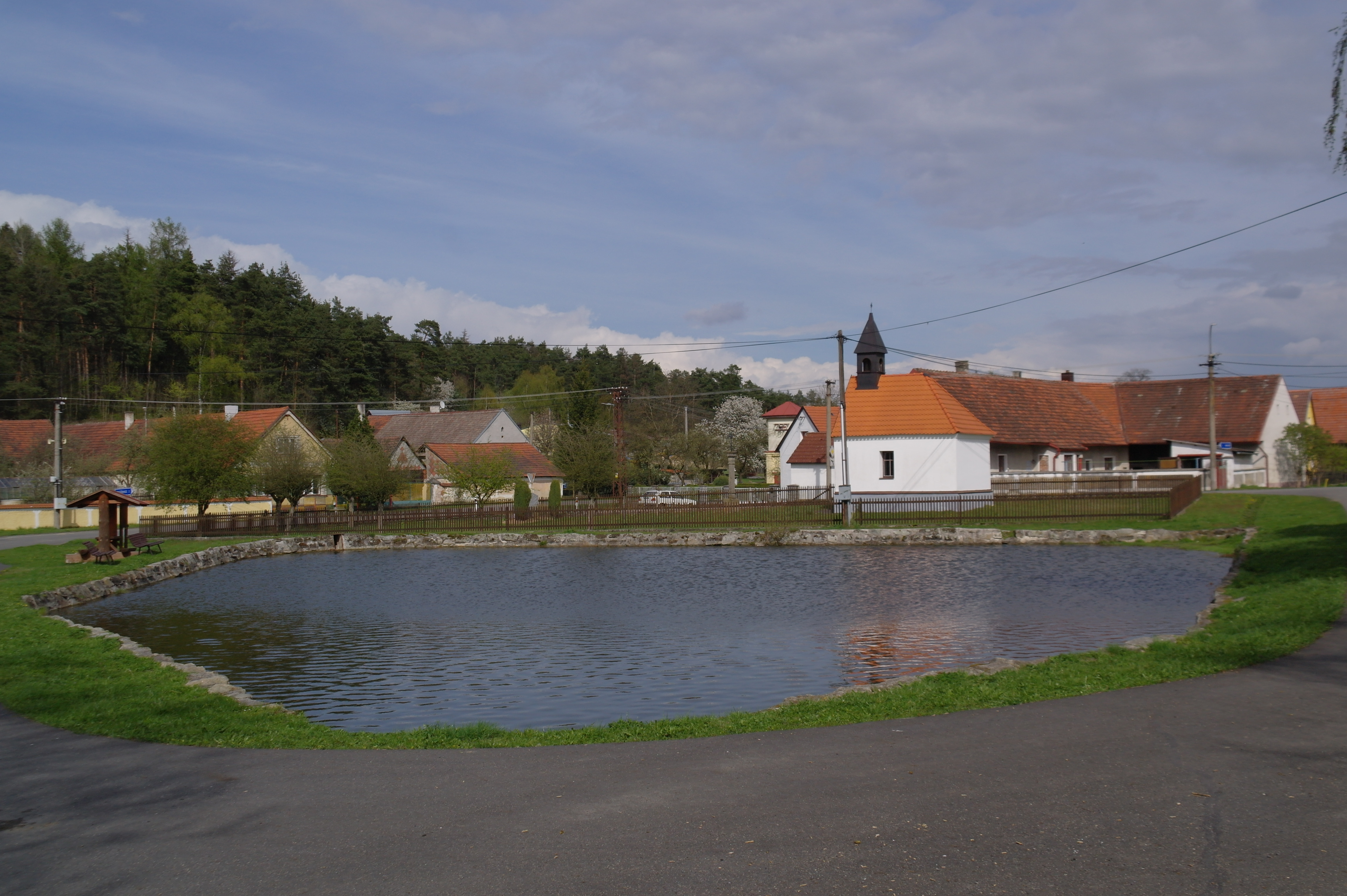
Loužná.
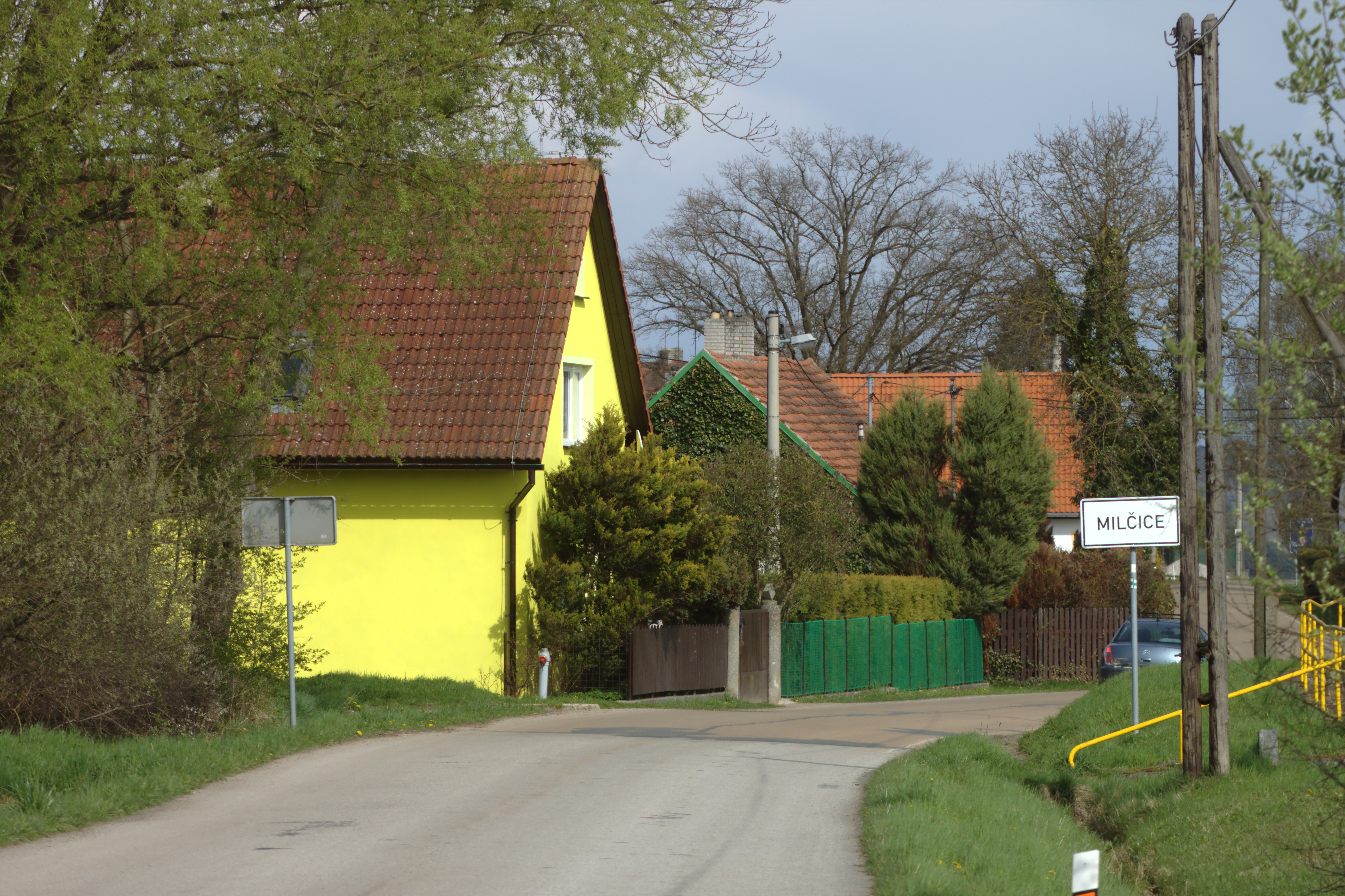
Milčice.

## Transports
Par la route, Myslív se trouve à 9 km de Nepomuk, à 24 km de Klatovy, à 45 km de Plzeň et à 118 km de Prague.